# 686년

## 연호
- 당(唐) 수공(垂拱) 2년
- 일본(日本) 슈초(朱鳥) 원년

## 기년
- 당(唐) 예종(睿宗) 3년
- 신라(新羅) 신문왕(神文王) 6년

## 사건
- 10월 21일 - 교황 코논, 83대 로마 교황으로 취임.

## 사망
- 4월 28일 - 신라(新羅)의 승려(僧侶) 원효(元曉)
- 8월 2일 - 교황 요한 5세, 82대 로마 교황.
- 10월 1일 - 일본 40대 천황 덴무.